# Sjoukje Dijkstra
Sjoukje Rosalie Dijkstra (Akkrum, 28 januari 1942 – Someren, 2 mei 2024) was een Nederlands kunstrijdster op de schaats. Dijkstra behoorde in de jaren zestig van de 20e eeuw tot de wereldtop. Zij werd in 1962, 1963 en 1964 wereldkampioen en vanaf 1960 vijfmaal op rij Europees kampioen. In 1960 won zij bij de Olympische Winterspelen in Squaw Valley de zilveren medaille en vier jaar later bij de Winterspelen in Innsbruck het goud.

## Biografie
Sjoukje Dijkstra werd in Akkrum geboren maar groeide op in Amstelveen. Dijkstra kreeg haar talent van huis mee: haar vader Lou Dijkstra had als hardrijder op de schaats al aan de Winterspelen van 1936 meegedaan. Toen zij negen jaar was, ging ze met een vrachtvliegtuig met de tienjarige Joan Haanappel en trainster Annie Verlee zes weken naar Londen om te trainen bij Arnold Gerschwiler uit Zwitserland.
Dijkstra won haar eerste medaille bij het nationaal kampioenschap in 1954. Tijdens haar carrière moest zij het aanvankelijk afleggen tegen Haanappel, maar uiteindelijk bleek zij een klasse apart. Zij werd vanaf 1960 vijfmaal op rij Europees kampioen en in 1962, 1963 en 1964 wereldkampioen. Het bekendst werd Dijkstra door haar successen bij de Olympische Winterspelen. Zij maakte haar debuut als 14-jarige bij de Winterspelen van 1956 in Cortina d'Ampezzo.  In 1960 won zij bij de Olympische Winterspelen in Squaw Valley de zilveren medaille en vier jaar later in Innsbruck het goud.  Daarmee was zij de eerste Nederlander die een gouden medaille won bij de Winterspelen; ter ere hiervan werd zij benoemd tot Ridder in de Orde van Oranje-Nassau. Ook werd zij benoemd tot erelid van de KNSB.
Dijkstra bleef lang de enige Nederlandse sporter die op de Winterspelen een gouden medaille wist te winnen op een ander onderdeel dan het langebaanschaatsen, totdat bij de Olympische Spelen in Vancouver in 2010 Nicolien Sauerbreij goud won bij het snowboarden (parallelreuzenslalom).

### Belangrijke resultaten
| Resultaten                                                              | 1954  | 1955   | 1956   | 1957   | 1958   | 1959   | 1960   | 1961 | 1962 | 1963 | 1964 |
| ----------------------------------------------------------------------- | ----- | ------ | ------ | ------ | ------ | ------ | ------ | ---- | ---- | ---- | ---- |
| Olympische Spelen                                                       |       |        | 12e    |        |        |        | Zilver |      |      |      | Goud |
| Wereldkampioenschap                                                     |       | 21e    | 16e    | 12e    | 16e    | Brons  | Zilver | *    | Goud | Goud | Goud |
| Europees kampioenschap                                                  | 19e   |        | 7e     |        | 6e     | Zilver | Goud   | Goud | Goud | Goud | Goud |
| Nationaal kampioenschap                                                 | Brons | Zilver | Zilver | Zilver | Zilver | Goud   | Goud   | Goud | Goud | Goud | Goud |
| * WK afgelast naar aanleiding van de vliegtuigcrash te Berg-Kampenhout. |       |        |        |        |        |        |        |      |      |      |      |

## Leven na de topsport
Na het behalen van het olympisch goud verliet Dijkstra de amateursport en stapte over naar de ijsrevue Holiday on Ice, waaraan zij van 1964 tot 1972 verbonden was. Met haar man, de dresseur Karl Kossmayer, kreeg zij twee dochters, Rosalie en Katja. Beide dochters begonnen aanvankelijk met kunstrijden, maar stopten daarmee ten faveure van een carrière in het circus. In 1985 werd Dijkstra adviseur van de sectie kunstrijden van de KNSB.
Zij werd zes keer gekozen tot Sportvrouw van het jaar en bij de eeuwwisseling werd zij uitgeroepen tot Nederlands beste kunstrijdster van de 20e eeuw. Op 9 december 2005 kreeg Dijkstra uit handen van de voorzitter van NOC*NSF Erica Terpstra in de Oval Lingotto te Turijn samen met judoka Anton Geesink, roeier Nico Rienks en schaatser Ard Schenk de eerste Fanny Blankers-Koen Trofee uitgereikt.
In februari 2024 overleed haar collega en vriendin Joan Haanappel. Dijkstra overleed ruim twee maanden later op 82-jarige leeftijd. Ze leed aan nierkanker en hartfalen.

## Varia
Arriva in Noord-Nederland heeft een trein naar haar vernoemd.

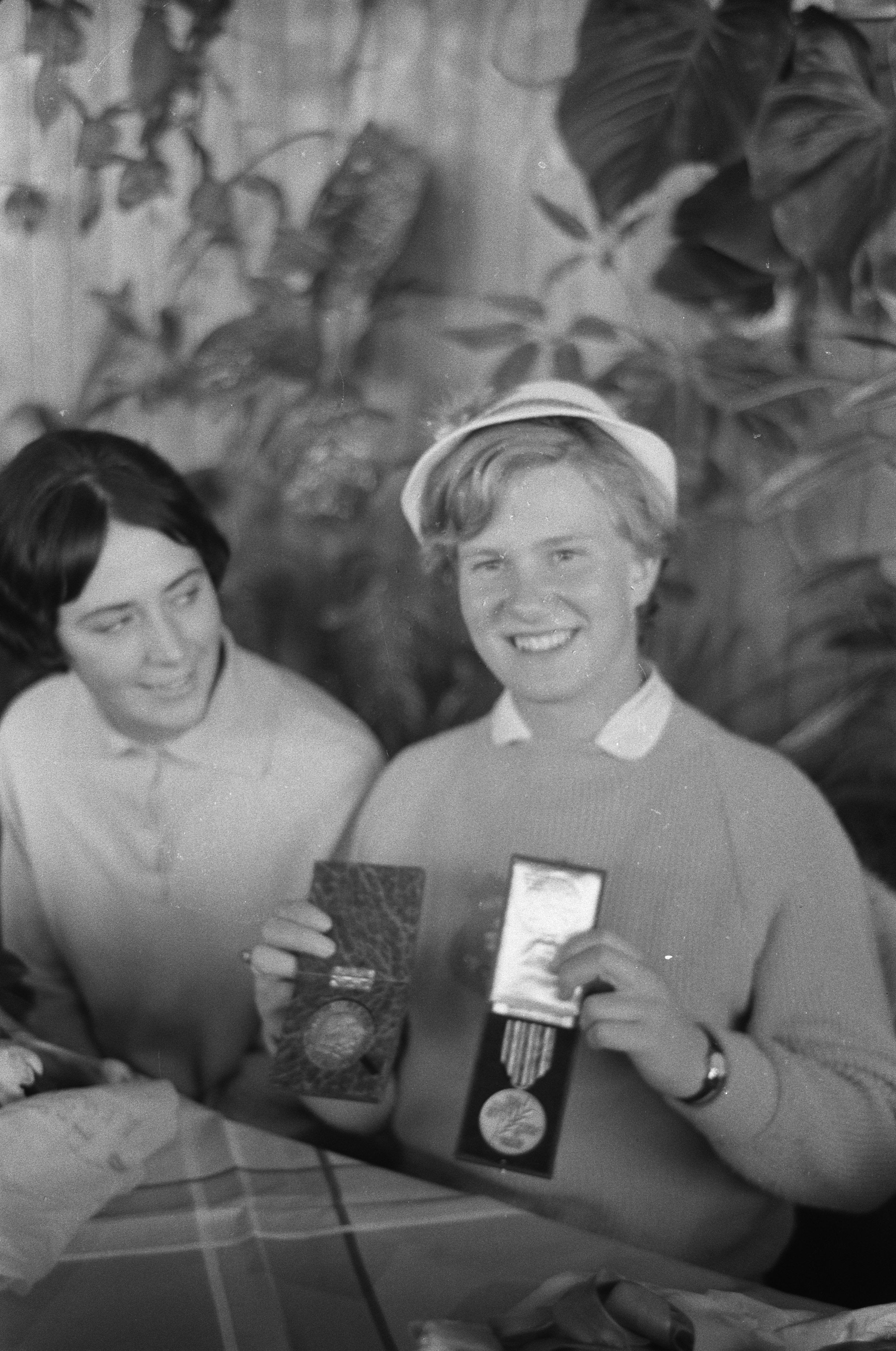
Dijkstra met haar net gewonnen medailles (maart 1960)
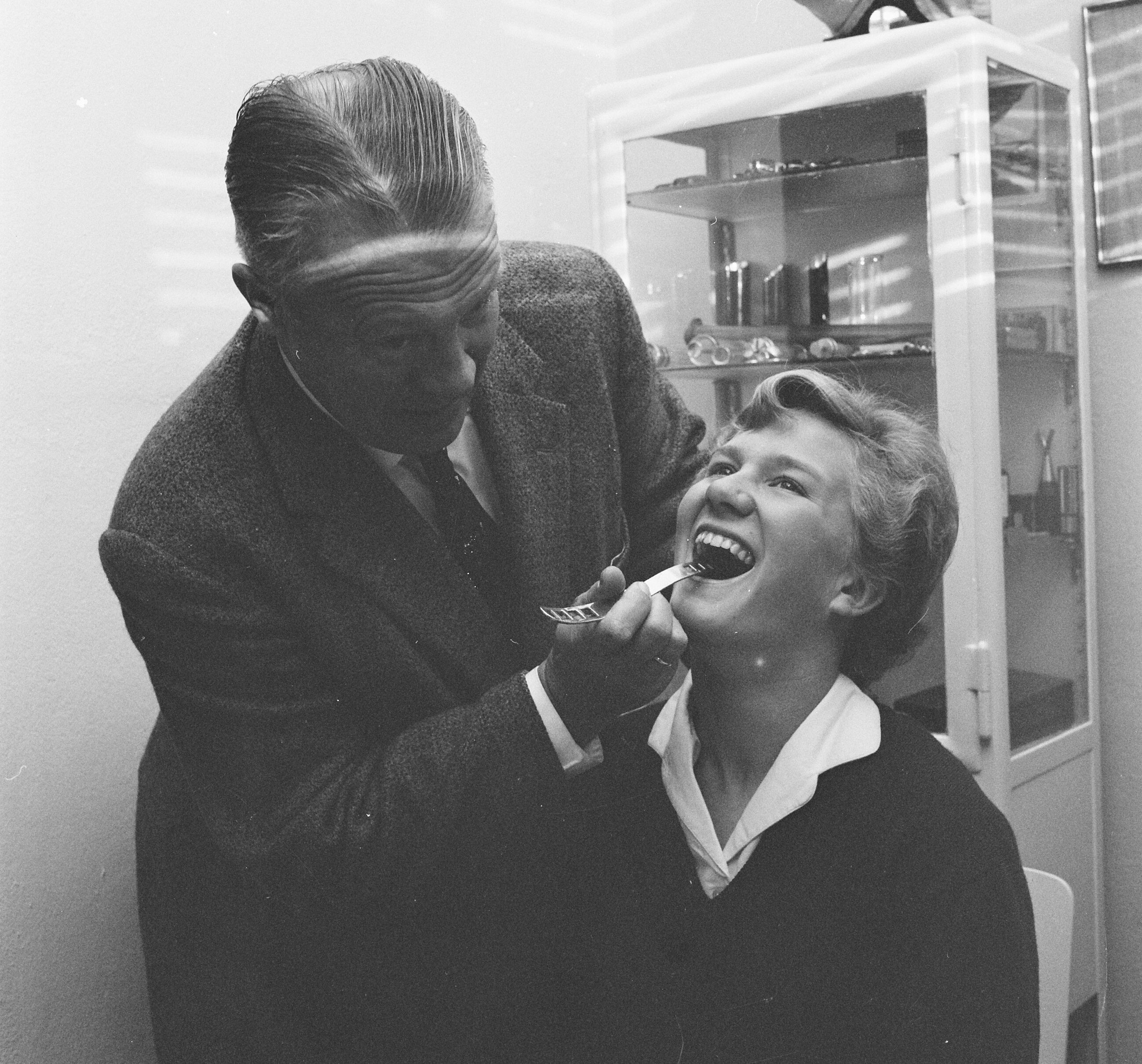
Dijkstra wordt door haar vader Lou Dijkstra medisch onderzocht, een dag na de Winterspelen van 1960 in Garmisch-Partenkirchen
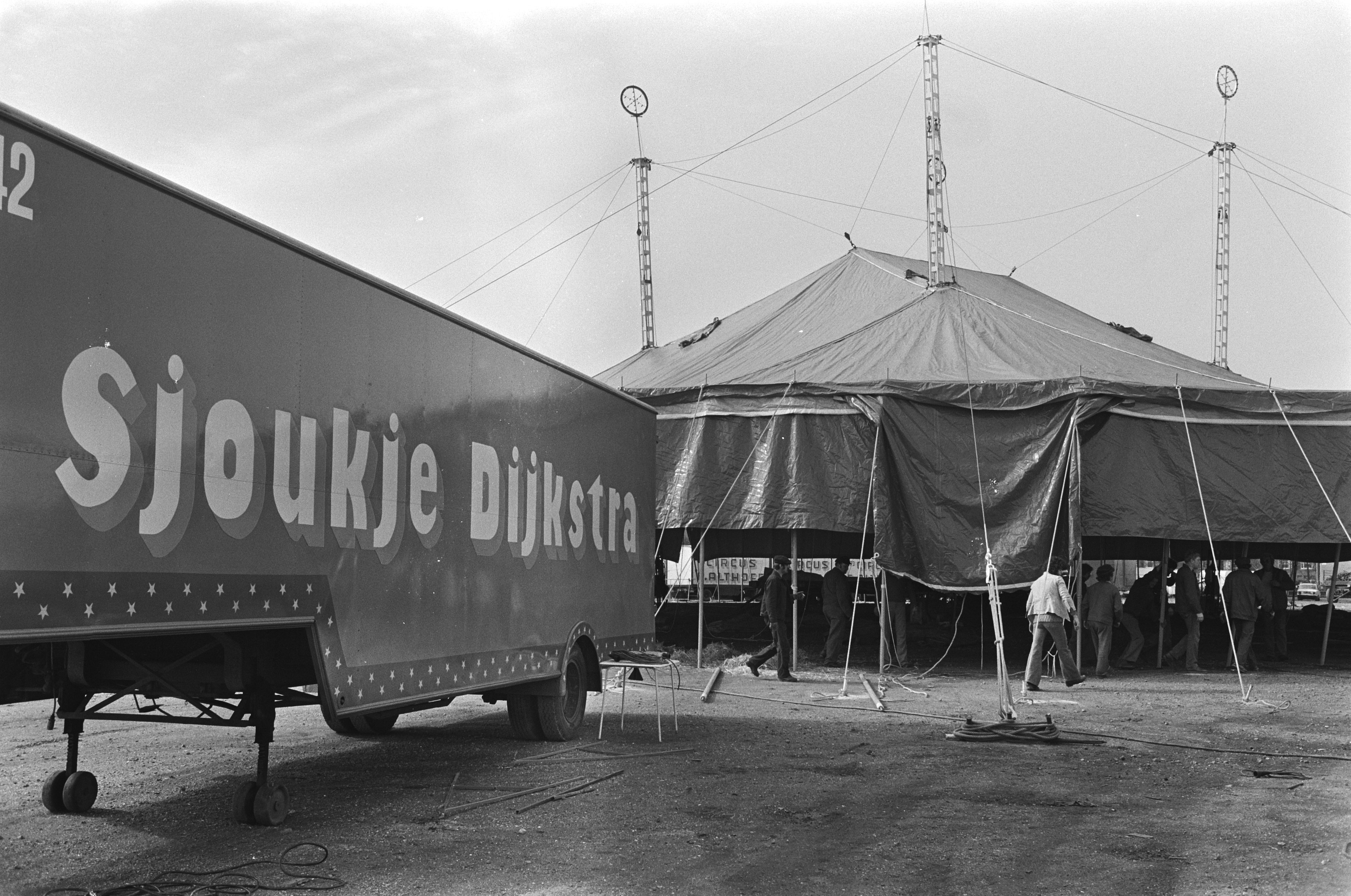
Circus Sjoukje Dijkstra

1908: Madge Syers ·
1920: Magda Julin ·
1924: Herma Plank-Szabo ·
1928: Sonja Henie ·
1932: Sonja Henie ·
1936: Sonja Henie ·
1948: Barbara Ann Scott ·
1952: Jeannette Altwegg ·
1956: Tenley Albright ·
1960: Carol Heiss ·
1964: Sjoukje Dijkstra ·
1968: Peggy Fleming ·
1972: Beatrix Schuba ·
1976: Dorothy Hamill ·
1980: Anett Pötzsch ·
1984: Katarina Witt ·
1988: Katarina Witt ·
1992: Kristi Yamaguchi ·
1994: Oksana Bajoel ·
1998: Tara Lipinski ·
2002: Sarah Hughes ·
2006: Shizuka Arakawa ·
2010: Kim Yuna ·
2014: Adelina Sotnikova ·
2018: Alina Zagitova ·
2022: Anna Sjtsjerbakova
- Gemeinsame Normdatei: 1328383849
- International Standard Name Identifier: 0000 0004 4253 1379
- Nederlandse Thesaurus van Auteursnamen: 07447684X
- Virtual International Authority File: 283916205
- WorldCat: E39PBJxmyM9MCp9jjCVdh983cP